# یوسوکه تاکدا
یوسوکه تاکدا (انگلیسی: Yusuke Takeda؛ زادهٔ ۲۰ ژوئیهٔ ۱۹۹۱) بازیکن فوتبال اهل ژاپن است.